# Horajot
Horajot (Hebreeuws: הוריות, lett.: Beslissingen) is een traktaat (masechet) van de Misjna en de Talmoed. Horajot is het tiende en tevens laatste traktaat van de Orde Neziekien (Seder Neziekien), en bestaat uit drie hoofdstukken.
Het traktaat gaat over wetsbeslissingen en het offer, dat in dat geval moest worden gebracht.
Horajot is onderdeel van zowel de Babylonische als de Jeruzalemse Talmoed. Het traktaat bevat 14 folia in de Babylonische Talmoed en 19 in de Jeruzalemse Talmoed.